# Wiesław Długokęcki
Wiesław Zbigniew Długokęcki (ur. 1957 w Nowym Stawie) – polski historyk, mediewista, specjalista w zakresie historii Prus, zakonu krzyżackiego oraz miast średniowiecznych.

## Życiorys
Ukończył w 1980 studia historyczne na Uniwersytecie Gdańskim. Od 1 września 1983 pracuje w Instytucie Historii UG. W 1987 uzyskał tytuł doktora w dziedzinie nauk humanistycznych /historii - historii średniowiecza/, w 1996 doktora habilitowanego. 16 listopada 2004 otrzymał tytuł profesora nauk humanistycznych, który odebrał 16 grudnia tego samego roku z rąk Prezydenta RP Aleksandra Kwaśniewskiego. Kierownik Zakładu Historii Powszechnej Średniowiecza UG. W latach 2003–2008 był prodziekanem Wydziału Filologiczno-Historycznego UG, w latach 2012–2020 dziekanem, Wydziału Historycznego UG. Zasiadał w Radzie Muzeum Gdańska (kadencja 2018–2021). Od 2018 w Radzie Muzeum Miasta Malborka.
W 2023 z okazji 65. urodzin został uhonorowany Medalem Uniwersytetu Gdańskiego Doctrinae Sapientiae Honestati oraz specjalną książką Pomerania – Prussia – Polonia. Rozprawy ofiarowane prof. Wiesławowi Długokęckiemu.

## Publikacje
- Świadczenia w pieprzu i szafranie w państwie krzyżackim w XIV–XV w., Zeszyty Naukowe Wydziału Humanistycznego - Uniwersytet Gdański. Historia, 1984, nr 14, s. 19–36.
- Przewozy na Żuławach na tle sieci drożnej w średniowieczu, [w:] Osadnictwo nad Dolną Wisłą w średniowieczu / Gierszewski Stanisław (red.), Wisła w Dziejach i Kulturze Polski, 1989, nr 1, Warszawa, Wydawnictwa Uniwersytetu Warszawskiego, s. 167–180.
- Z dziejów młynarstwa w komturstwie malborskim w XIII-XV wieku, Rocznik Elbląski, 1991, vol. 12, s. 21–62.
- Początki Nowego Stawu. Przyczynek do polityki miejskiej zakonu krzyżackiego, Rocznik Gdański, 1992, vol. 52, s. 51–66.
- Osadnictwo na Żuławach w XIII i początkach XIV w., Malbork, Muzeum Zamkowe, 1992, ss. 212.
- Zmiany koryta Wisły i Nogatu pod Białą Górą od XIII do pierwszej połowy XVI wieku: przyczynek do historii żeglugi wiślanej, Rocznik Gdański, 1993, vol. 53, nr 2, s. 27–40.
- Strefy rybołówcze na Zalewie Wiślanym w XIII – początkach XVI wieku, Nautologia, 1993, vol. 28, nr 3, s. 25–29.
- Nieznana księga czynszów komturstwa malborskiego z pierwszej połowy XV wieku, Zapiski Historyczne : poświęcone historii Pomorza i krajów bałtyckich, 1994, vol. 59, nr 4, s. 81–88.
- Bruski Klemens, Długokęcki Wiesław, Kopiarz dokumentów klasztoru cystersów w Pelplinie z lat 1418–1421, Nasza Przeszłość, 1994, vol. 83, s. 295–302.
- Nowy Staw w okresie krzyżackim (XIV wiek – I poł. XV wieku), [w:] Ludzie, władza, posiadłości / Powierski Jan, Śliwiński Błażej (red.), Gdańskie Studia z Dziejów Średniowiecza, 1994, nr 1, Gdańsk, Wydawnictwo Uniwersytetu Gdańskiego, s. 53–72.
- Bruski Klemens, Długokęcki Wiesław, Dwa dokumenty krzyżackie dla klasztoru cystersów w Pelplinie z lat 1314–1315, [w:] Ludzie, władza, posiadłości / Powierski Jan, Śliwiński Błażej (red.), Gdańskie Studia z Dziejów Średniowiecza, 1994, nr 1, Gdańsk, Wydawnictwo Uniwersytetu Gdańskiego, s. 245–256.
- Mierzeja Wiślana: od XIII do połowy XV wieku (1454 r.), Zeszyty Naukowe - Uniwersytet Gdański. Rozprawy i Monografie, nr 27, 1995, Gdańsk, Wydawnictwo Uniwersytetu Gdańskiego, ss. 220.
- Południowo-zachodnia granica komornictwa olsztyńskiego w pierwszej połowie XV w., [w:] Polska, Prusy, Ruś: rozprawy ofiarowane prof. zw. dr. hab. Janowi Powierskiemu w trzydziestolecie pracy naukowej / Śliwiński Błażej (red.), 1995, Gdańsk, Wydawnictwo „Marpress”, s. 47–56.
- Morskie tradycje Elbląga: przeszłość, teraźniejszość, przyszłość: zbiór artykułów (redaktor), Elbląg, Polskie Towarzystwo Historyczne, ss. 153.
- Włodarski Józef Arno, Nawrolski Tadeusz, Długokęcki Wiesław, Społeczeństwo i życie codzienne, [w:] Historia Elbląga, t. 2 cz. 1, (1466–1626) / Groth Andrzej (red.), 1996, Gdańsk, Wydawnictwo „Marpress”, s. 121–172.
- Spór gdańsko-krzyżacki o opłaty w Wielkim Młynie w pierwszej połowie XV wieku, [w:] Władcy, mnisi, rycerze / Śliwiński Błażej (red.), Gdańskie Studia z Dziejów Średniowiecza, 1996, nr 3, Gdańsk, Wydawnictwo Uniwersytetu Gdańskiego, s. 17–27.
- Związek wałowy i przysiężni wałowi na Żuławach Wielkich w XIV - pierwszej połowie XV wieku, [w:] Społeczeństwo Polski średniowiecznej: zbiór studiów / Kuczyński Stefan Krzysztof (red.), 1996, vol. 7, Warszawa, Wydawnictwo DiG, s. 211–234.
- Pozyskiwanie bursztynu w Prusach Krzyżackich (XIII – początki XVI w.), [w:] Bursztynowa Komnata: fakty i mity: materiały z konferencji naukowej z 5 października 1996 r. w Pasłęku / Rusak Elżbieta (red.), 1997, Gdańsk, Wydawnictwo „Marpress”, s. 41–53.
- Zaginione dwory krzyżackie w okolicach Malborka. Uwagi do badań nad osadnictwem Żuław Wielkich w średniowieczu, [w:] Krzyżowcy, kronikarze, dyplomaci / Śliwiński Błażej (red.), Gdańskie Studia z Dziejów Średniowiecza, 1997, nr 4, Gdańsk ; Koszalin, Bałtycka Wyższa Szkoła Humanistyczna : „Miscellanea”, s. 23–32.
- Gdańsk wobec prawa nadbrzeżnego w XIV i pierwszej połowie XV wieku, [W:] Gdańsk średniowieczny w świetle najnowszych badań archeologicznych i historycznych / Paner Henryk (red.), 1998, Gdańsk, Muzeum Archeologiczne w Gdańsku: Instytut Historii Uniwersytetu Gdańskiego, s. 16–25.
- Geneza miasta Tczewa, [w:] Szlachta, starostowie, zaciężni / Śliwiński Błażej (red.), Gdańskie Studia z Dziejów Średniowiecza, 1998, nr 5, Gdańsk ; Koszalin, Bałtycka Wyższa Szkoła Humanistyczna : Wydawnictwo Miscellanea, s. 43–61.
- Grupa kierownicza w Tczewie w XIV i pierwszej połowie XV wieku, [w:] Studia Bałtyckie: Historia / Śliwiński Błażej (red.), 1998, vol. 3, Koszalin, Bałtycka Wyższa Szkoła Humanistyczna, s. 181–194.
- Historia Tczewa (redaktor), Kociewski Kantor Edytorski, Tczew 1998, ss. 463.
- Tczew w Związku Pruskim (1440–1454), [w:] Między Wileńszczyzną a Prusami: polityka, społeczeństwo, kultura (XIII–XX w.): księga pamiątkowa poświęcona jubileuszowi pięćdziesięciolecia pracy naukowej i siedemdziesięciopięciolecia urodzin prof. dr. hab. Wacława Odyńca: zbiór opracowań / Włodarski Józef Arno (red.), 1998, Gdańsk, Wydawnictwo „Marpress”, s.117–123.
- Abriß der Geschichte der Spitäler und des Spitalwesens von Elbing vom 13. Bis 17. Jahrhundert, [w:] 75 Jahre historische Kommission für ost- und westpreussische Landesforschung. Hg. v. B. Jähnig, Lüneburg 1999, s. 303–351.
- Przyczynki do dziejów szpitali elbląskich w średniowieczu, [w:] Z przeszłości Elbląga / Groth Andrzej (red.), 1999, Koszalin, Wydawnictwo Uczelniane Bałtyckiej Wyższej Szkoły Humanistycznej, s. 67–88.
- Stosunek zakonu krzyżackiego do Tczewa w XIV wieku. Przyczynek do polityki miejskiej Krzyżaków na Pomorzu Gdańskim, Zapiski Historyczne : poświęcone historii Pomorza i krajów bałtyckich, 1999, vol. 64, nr 3–4, s. 25–36.
- Z dziejów rybołówstwa na Zalewie Wiślanym w średniowieczu. Rybołówstwo kajtlowe, [ W:] Książęta, urzędnicy, złoczyńcy / Śliwiński Błażej (red.), Gdańskie Studia z Dziejów Średniowiecza, 1999, nr 6, Gdańsk, Officina Ferberiana, s. 33–43.
- Delta rzeki Pasłęki i port zewnętrzny Braniewa w średniowieczu, Komunikaty Mazursko-Warmińskie, 2000, nr 4 (230), s. 641–650.
- Długokęcki Wiesław, Haftka Mieczysław, Między Santyrem a Malborkiem. Z dziejów osadnictwa wzdłuż północno-zachodniej krawędzi Pojezierza Iławskiego w XIII w., [w:] Mazowsze, Pomorze, Prusy / Śliwiński Błażej (red.), Gdańskie Studia z Dziejów Średniowiecza, 2000, nr 7, Gdańsk, Officina Ferberiana, s. 75–87.
- Osadnictwo północnej części Żuław Wielkich w XIV – I poł. XV w., [w:] Żuławy i Mierzeja - moje miejsce na ziemi: materiały z sesji naukowej odbytej w dniach 6–7 X 2000 r. w Stegnie zorganizowanej przez Starostwo Powiatowe w Nowym Dworze Gdańskim, Stowarzyszenie Miłośników Nowego Dworu Gdańskiego, Klub Nowodworski / Dekański Dariusz Aleksander (red.), 2001, Gdańsk, Officina Ferberiana, s.115–127.
- Z dziejów rybołówstwa na Zalewie Wiślanym podczas wojny trzynastoletniej (1454–1466), [w:] Mazowsze, Pomorze, Prusy / Śliwiński Błażej (red.), Gdańskie Studia z Dziejów Średniowiecza, 2000, nr 7, Gdańsk, Officina Ferberiana, s. 65–73.
- Bartłomiej Kreczemer-Blume(naw) burmistrz Malborka z czasów Związku Pruskiego i wojny trzynastoletniej. Przyczynek do jego biografii, Zapiski Historyczne : poświęcone historii Pomorza i krajów bałtyckich, 2002, vol. 67, nr 2, s. 17–26.
- Długokęcki Wiesław, Kowalczyk Elżbieta, Opis granicy Mazowsza z państwem zakonu krzyżackiego z XIV wieku, Kwartalnik Historyczny, 2002, vol. 109, nr 2, s. 5–14.
- Polskie Towarzystwo Historyczne, Oddział w Elblągu, w latach 1999–2001, Rocznik Elbląski, 2002, vol. 18, s. 273–274.
- Wiadomości Jana Długosza o delcie Wisły (Żuławach) i ich ocena, [w:] Inter Orientem et Occidentem: studia z dziejów Europy Środkowowschodniej ofiarowane profesorowi Janowi Tyszkiewiczowi w czterdziestolecie pracy naukowej / Wasilewski Tadeusz (red.), 2002, Warszawa, Wydawnictwo DiG, s. 177–183.
- Misja Hinka z Ledecza. Przyczynek do sprzedaży Malborka przez zaciężnych w czasie wojny trzynastoletniej, [w:] Biskupi, lennicy, żeglarze / Śliwiński Błażej (red.), Gdańskie Studia z Dziejów Średniowiecza, 2003, nr 9, Gdańsk, Wydawnictwo Uniwersytetu Gdańskiego : WiM, s. 363–367.
- Długokęcki Wiesław, Kowalczyk Elżbieta, Nieznane opisy granicy mazowiecko-krzyżackiej, cz. I: Granice komornictwa działdowskiego i nidzickiego, Kwartalnik Historyczny, 2003, vol. 110, nr 1, s. 29–58.
- Osadnictwo na Żuławach Gdańskich w średniowieczu (do 1454 roku), Zapiski Historyczne : poświęcone historii Pomorza i krajów bałtyckich, 2003, vol. 68, nr 2–3, s. 45–62.
- Długokęcki Wiesław, Kuczyński Jan, Pospieszna Barbara, Młyny w Malborku i okolicy od XIII do XIX wieku, 2004, Malbork, Muzeum Zamkowe w Malborku, ss. 113.
- Elita władzy miasta Malborka w średniowieczu, Muzeum Zamkowe w Malborku, Malbork 2004, ss. 287.
- Kaplica i wikaria Najświętszej Marii Panny na Bramie Przewozowej w Malborku w średniowieczu, [w:] Mieszczanie, wasale, zakonnicy / Śliwiński Błażej (red.), Studia z Dziejów Średniowiecza, 2004, nr 10, Malbork, Muzeum Zamkowe w Malborku, s. 61–73.
- Długokęcki Wiesław, Kowalczyk Elżbieta, Nieznane opisy granicy mazowiecko-krzyżackiej, cz. II: Granica komturstwa bałgijskiego (prokuratorstwo piskie i ełckie), Kwartalnik Historyczny, 2004, vol. 111, nr 1, s. 5–37.
- Pawlak Marian, Długokęcki Wiesław, Studia uniwersyteckie malborczyków do 1773 roku, 2004, Bydgoszcz, Wydawnictwo Akademii Bydgoskiej im. Kazimierza Wielkiego, ss. 155.
- Henryk Nitschmann 1826–1905: materiały z sesji naukowej zorganizowanej z okazji setnej rocznicy śmierci, Elbląg 18 XI 2005 (redaktor), 2005, Elbląg, Wydawnictwo Wilk Stepowy, ss. 124.
- Uwagi o przemianach wsi na prawie polskim na Pomorzu Gdańskim w dobrach zakonu krzyżackiego w XIV i w pierwszej połowie XV wieku, [w:] Hortus imaginum: studia historyczne dedykowane pamięci profesora Stanisława Mielczarskiego / Paner Anna, Kłonczyński Arnold, Kowalski Krzysztof Maciej (red.), 2005, Gdańsk, Muzeum Archeologiczne : Wydawnictwo Uniwersytetu Gdańskiego, s. 51–62.
- Uwagi o genezie i rozwoju wczesnośredniowiecznych Prus do początków XIII wieku, PRUTHENIA. Pismo poświęcone Prusom i ludom bałtyjskim, 2006, vol. 2, s. 9–54.
- Die Bildung der Grenze zwischen dem Deutschordensland Preußen und dem Herzogtum Masowien in den Jahren 1343–1422, [w:] Grenze und Grenzüberschreitung im Mittelalter, hrsg. von U. Knefelkamp, K. Bosselmann-Cyran, Berlin 2007, s. 136–151.
- Rola działalności kolonizacyjnej zakonu krzyżackiego w wyznaczeniu granicy mazowiecko-pruskiej w XIV i początkach XVI wieku, [w:] Pogranicze polsko–pruskie i krzyżackie (2) / Grążawski Kazimierz (red.), 2007, Włocławek ; Brodnica, Lega Oficyna Wydawnicza Włocławskiego Towarzystwa Naukowego, s. 179–195.
- Długokęcki Wiesław, Kaczor Dariusz, Wilkierz Gdańskiej wsi Pruszcz z 1485 roku, Zapiski Historyczne (main title). Poświęcone historii Pomorza i krajów bałtyckich (subtitle), 2007, vol. 72, nr 2–3, s. 177–184.
- Drewno i węgiel drzewny jako źródło energii w komturstwie malborskim w XIV - pierwszej połowie XV wieku, Kwartalnik Historii Kultury Materialnej, 2008, vol. 56, nr 3–4, s. 275–284.
- Państwo zakonu krzyżackiego w Prusach. Władza i społeczeństwo, red. M. Biskup, R. Czaja, PWN, Warszawa 2008, ss. 581 (współautor).
- Hanza a Gdańsk na przełomie XIII i XIV wieku, [w:] "Rzeź gdańska" z 1308 roku w świetle najnowszych badań : materiały z sesji naukowej 12–13 listopada 2008 roku / Śliwiński Błażej (red.), Res Gedanenses, 2009, nr 3, Gdańsk, Muzeum Historyczne Miasta Gdańska, s. 27–42.
- Polskie badania nad Prusami plemiennymi ze szczególnym uwzględnieniem osiągnięć środowiska olsztyńskiego, Komunikaty Mazursko-Warmińskie, 2009, nr 2 (264), s. 177–207.
- Długokęcka Olga, Długokęcki Wiesław, The sumptuous use of food at castle Marienburg (Malbork) at the start of the fifteenth century, Acta Poloniae Historica, 2010, vol. 102, s.101–126.
- Die Weichselwerder in der Politik des Königs Kasimir IV. Jagiellonicus, Quaestiones Medii Aevi Novae, 2010, vol. 15, s. 305–328.
- Z dziejów średniowiecza: pamięci profesora Jana Powierskiego (1940–1999) (redaktor), 2010, Gdańsk, Wydawnictwo Uniwersytetu Gdańskiego, ss. 274.
- Atlas historyczny Gdańska - założenia projektu badawczego, [w:] Studia i materiały do dziejów Domu Gdańskiego / Kizik Edmund (red.), 2011, vol. 2, Gdańsk ; Warszawa, Instytut Historii Polskiej Akademii Nauk, s. 343–346.
- Ludność Żuław wobec wojny trzynastoletniej 1454–1466, Studia Historica Gedanensia, 2011, vol. 2, s. 115–136.
- Pisarze i kapłani w służbie urzędników terytorialnych komturstwa malborskiego (koniec XIV-pierwsza połowa XV wieku), [w:] A Pomerania ad ultimas terras : studia ofiarowane Barbarze Popielas-Szultce w sześćdziesiątą piątą rocznicę urodzin i czterdziestolecie pracy naukowej / Sochacki Jarosław, Teterycz-Puzio Agnieszka (red.), 2011, Słupsk, Wydawnictwo Naukowe Akademii Pomorskiej, s. 75–80.
- Uwagi o dziejach Pruszcza Gdańskiego w średniowieczu, Zapiski Historyczne. Poświęcone Historii Pomorza i Krajów Bałtyckich, 2011, vol. 76, nr 1, s.117–137.
- Uwagi o zamku krzyżackim w Gdańsku. Na marginesie pracy Beaty Możejko, Zamek krzyżacki w Gdańsku w świetle inwentarzy z lat 1384–1446, Rocznik Gdański, 2011, vol. 69/70, s. 179–193.
- W sprawie późnośredniowiecznych testamentów gdańskich, Zapiski Historyczne. Poświęcone Historii Pomorza i Krajów Bałtyckich, 2011, vol. 76, nr 3, s. 115–139.
- Długokęcki Wiesław, Kubicki Rafał, Nowa praca na temat struktury społecznej i osadniczej na terenach komturstwa królewieckiego w XIII–XVI wieku, Zapiski Historyczne. Poświęcone Historii Pomorza i Krajów Bałtyckich, 2012, vol. 77, nr 4, s. 161–173.
- O początkach Pruszcza i kanału Raduni. Odpowiedź Beacie Możejko i Błażejowi Śliwińskiemu, Zapiski Historyczne. Poświęcone Historii Pomorza i Krajów Bałtyckich, 2012, vol. 77, nr 2, s.131–138.
- Uwagi o strukturach władzy u Prusów we wczesnym średniowieczu, PRUTHENIA. Pismo poświęcone Prusom i ludom bałtyjskim, 2012, vol. 7, s. 257–265.
- Uwagi o życiu i działalności politycznej burmistrza gdańskiego Henryka Suchtena (zm. 1501), Kwartalnik Historyczny, 2012, vol. 119, nr 4, s. 649–664.
- Instytucja wodzostwa u Prusów w XIII wieku, [w:] Instytucja "wczesnego państwa" w perspektywie wielości i różnorodności kultur / Banaszkiewicz Jacek, Kara Michał, Mamzer Henryk (red.), 2013, Poznań, Ośrodek Studiów Pradziejowych i Średniowiecznych. Instytut Archeologii i Etnologii PAN, s. 355–387.
- Parafie wiejskie archidiakonatu pomorskiego biskupstwa włocławskiego w rejestrze dziesięciny papieskiej z 1326/1327 r., [w:] Scientia et Fidelitate : księga pamiątkowa Ewy i Czesława Deptułów, profesorów Katolickiego Uniwersytetu Lubelskiego / Panfil Tomasz (red.), 2013, Lublin, Wydawnictwo KUL, s. 213–225.
- Z dziejów Żuław, Mierzei Wiślanej i wsi Drewnica do początków XX wieku, [w:] Miłosz na Żuławach : epizod z biografii poety / Czermińska Małgorzata, Kasperek Andrzej (red.), 2013, Gdańsk, Wydawnictwo Uniwersytetu Gdańskiego, s. 91–100.
- Żuławy Fiszewskie w średniowieczu, [W:] Dzieje Jegłownika i okolic : praca zbiorowa / Zawadzki Wojciech (red.), 2013, Elbląg, Studio Poligrafii Komputerowej „SQL”, s. 23–46.
- Elbląg średniowieczny w polskiej literaturze naukowe, Rocznik Elbląski, 2014, vol. 25, s. 13–26.
- „Observationes ueber die Elbingsche Einlage und des Nogathstroms” des Bürgermeisters Fabian Horn als Quelle zur Erkenntniss der Besiedlungs- und Wasserverhältnisse im nordöstlichen Teil des Großen Werders im 17. Jahrhundert, Zapiski Historyczne (main title). Poświęcone historii Pomorza i krajów bałtyckich (subtitle), 2014, vol. 79, nr 4, s.111–142.
- Organizacja starostwa malborskiego w pierwszym okresie rządów Zygmunta I Starego w świetle ordynacji dla zamku malborskiego, [w:] Ziemia Malborska: zręby zapomnianej tożsamości / Hochleitner Janusz, Szwedowski Piotr (red.), 2014, Malbork, Malborskie Centrum Kultury i Edukacji, s. 53–72.
- Prusowie na Żuławach Fiszewskich od XIII do połowy XVI wieku : zagadnienie akulturacji i asymilacji Prusów jako problem badawczy, PRUTHENIA. Pismo poświęcone Prusom i ludom bałtyjskim, 2014, vol. 9, s. 7–41.
- Wilkierz należącej do Malborka wsi Hoppenbruch z 1523 roku, [w:] Piśmienność pragmatyczna, edytorstwo źródeł historycznych, archiwistyka : studia ofiarowane profesorowi Januszowi Tandeckiemu w sześćdziesiątą piątą rocznicę urodzin / Czaja Roman, Kopiński Krzysztof (red.), 2015, Toruń, Towarzystwo Naukowe w Toruniu, s.145–152.
- Zmiany w przestrzeni gdańskiego miejskiego zespołu osadniczego pod panowaniem zakonu krzyżackiego a problem lokalizacji miasta samorządowego w Gdańsku w XIII w., Kwartalnik Historii Kultury Materialnej, 2015, vol. 63, nr 2, s. 305–330.
- Miód w gospodarce komturstwa malborskiego, Przegląd Zachodniopomorski, 2016, vol. 31, nr 1, s. 41–52.
- Urząd mistrza świątyni (das Tempelmeisteramt) w komturstwie malborskim, [w:] W służbie zabytków / Hochleitner Janusz, Polejowski Karol (red.), 2017, Malbork, Muzeum Zamkowe, s. 95–99.
- Zur Geschichte der Führungsschichten in Königsberg und Marienburg in der Zeit des dreizehnjährigen Krieges : ein Beitrag zum Austausch von städtischen Machteliten, Zapiski Historyczne (main title). Poświęcone historii Pomorza i krajów bałtyckich (subtitle), 2017, vol. 82, nr 1, s. 55–70.
- Długokęcki Wiesław, Simiński Rafał, Opisy granicy państwa zakonu krzyżackiego w Prusach z Księstwem Słupskim z XIV i XV wieku, Zapiski Historyczne (main title). Poświęcone historii Pomorza i krajów bałtyckich (subtitle), 2018, vol. 83, nr 2, s.169–206.
- Stosunki Elbląga z zakonem krzyżackim w XIII–XV w. a przywilej Kazimierza Jagiellończyka dla Starego Miasta Elbląga z 24 VIII 1457 roku, Rocznik Elbląski, 2018, vol. 28, s. 9–23.
- Środowisko geograficzne i topografia gdańskiego zespołu osadniczego we wczesnym średniowieczu (do początku XIV w.). Wybrane problemy, Acta Cassubiana, 2018, vol. 20, s. 7–72.
- Najstarsza organizacja parafialna na Żuławach Wielkich (do połowy XV w.), Studia Elbląskie, 2019, vol. 20, s. 9–29.
- Aus der Geschichte der Karavelle „Peter von Danzig”, Quaestiones Medii Aevi Novae, 2020, vol. 25, s. 373–409.
- Przyczynki do dziejów szpitali gdańskich w średniowieczu, Studia Historica Gedanensia, 2020, vol. 11, s. 84–124.
- Das Verhältnis des Deutschen Ordens zum samländischen Adel im 13. und frühen 14., Quaestiones Medii Aevi Novae, 2023, vol. 28, s.167–215.
- Kult Najświętszej Marii Panny w mieście Malbork w średniowieczu, Studia Elbląskie, 2023, vol. 24, s.19–29.

Źródło:.

## Odznaczenia
- Srebrny Medal Uniwersytetu Gdańskiego „Doctrinae Sapientae Honestati” (2023)[9]
- Złoty Medal za Długoletnią Służbę (2022)[10]
- Srebrny Medal za Długoletnią Służbę (2009)[2]
- Medal Komisji Edukacji Narodowej (2002)[2]